# Computer-aided planning
CAP auch CAPP (von engl. computer-aided process planning, dt. computergestützte Arbeitsplanung) baut auf konventionell oder mit CAD erstellten Konstruktionsdaten auf, um Daten für die Teilefertigungs- und Montageanweisungen zu erzeugen. CAP ist als Bestandteil der computerintegrierten Produktion (Computer-Integrated Manufacturing, CIM) in vielen Systemen zum Enterprise Resource Planning (ERP) implementiert.